# هاكر ون
HackerOne شركة متخصصة في مجال الأمن السيبراني، تركز بشكل خاص على إدارة مقاومة الهجمات. تجمع الشركة بين خبرات المتسللين الأخلاقيين، واكتشاف الأصول، والتقييم المستمر، وتحسين العمليات، بهدف تحديد الثغرات في السطح الرقمي للهجمات وإغلاقها. كانت HackerOne من أوائل الشركات التي اعتمدت على الباحثين في مجال الأمن السيبراني من الجمهور كجزء أساسي من نموذج أعمالها، وقد رائدة في نظام مكافآت الأخطاء والإفصاح المنسق عن الثغرات. حتى ديسمبر 2022، قامت HackerOne بدفع أكثر من 230 مليون دولار كمكافآت. من بين عملائها وزارة الدفاع الأمريكية، وجنرال موتورز، وGitHub، وجولدمان ساكس، وجوجل، وهايات، ولوفتهانزا، ومايكروسوفت، ووزارة الدفاع في سنغافورة، ونينتندو، وباي بال، وسلاك، وتويتر، وياهو.

## تاريخ
في عام 2011، قام المتسللان الهولنديان جوبرت أبما وميخيل برينز بمحاولة اكتشاف نقاط ضعف أمنية في 100 شركة بارزة في مجال التكنولوجيا. وقد تمكنوا من تحديد عيوب في جميع هذه الشركات، بما في ذلك فيسبوك، وجوجل، وآبل، ومايكروسوفت، وتويتر. أطلقوا على جهودهم اسم "هاك 100"، حيث تواصل أبما وبرينز مع الشركات التي تم اكتشاف نقاط ضعف فيها. بينما تجاهلت العديد من الشركات هذه المحاولات، قامت شيرل ساندبرغ، رئيسة إدارة العمليات في فيسبوك، بتحذير رئيس أمن المنتجات، أليكس رايس. اجتمع رايس مع أبما وبرينز، مما أدى إلى تأسيس شركة HackerOne في عام 2012 بدلاً من ماريين تيريغن، التي استقالت من منصبها كمدير تنفيذي في نوفمبر 2015 ليحل مكانها مارتن ميكوس.
في نوفمبر 2013، استضافت HackerOne برنامجًا يهدف إلى تشجيع اكتشاف الأخطاء البرمجية والإبلاغ عنها بشكل مسؤول، بدعم من مايكروسوفت وفيسبوك، والذي أطلق عليه مشروع Internet Bug Bounty. بحلول يونيو 2015، حددت منصة مكافآت HackerOne حوالي 10,000 نقطة ضعف، وقامت بدفع أكثر من مليون دولار للباحثين. في سبتمبر 2015، أطلقت الشركة نموذج نمو جديد يسمى تنسيق التأثيرات الضعيفة، والذي وصفته رئيس السياسات آنذاك، كيتي موسوريس، بأنه "جهد مهم لتعريف بعض المعايير الدنيا حول كيفية تعامل المنظمات مع تقارير الضعف غير المرغوب فيها". وفي أبريل 2017، أعلنت الشركة عن نمو بنسبة 240% في عدد عملائها على أساس سنوي في أوروبا، مما دفعها لفتح مكاتب جديدة في المنطقة لتلبية الطلب المتزايد.
منذ إصدار تقرير المتسللين لعام 2019، تضاعف حجم مجتمع HackerOne ليصبح أكثر من مليون متسلل مسجل. رغم أن معظم الأعضاء لا يزالون في مرحلة الاستكشاف والتعلم، فقد شهدت المنصة زيادة بنسبة 63% في عدد المتسللين الذين قدموا تقارير في عام 2020. وهذا يمثل زيادة تصل إلى 143% منذ عام 2018، مما يدل على أن المتسللين يطورون مهاراتهم وخبراتهم، في ظل استثمار المنظمات والصناعات حول العالم في حلول تستند إلى قدرات المتسللين.
في عام 2020 وحده، حصل المتسللون على 40 مليون دولار، مما ساهم في تجاوز إجمالي المبلغ المدفوع لهم 100 مليون دولار على منصة HackerOne. ومنذ عام 2019، حصل تسعة متسللين على أكثر من مليون دولار لكل منهم على المنصة، بينما كان أحد المتسللين قد خطط للحصول على جائزة تبلغ مليوني دولار في عام 2020.
في أبريل 2022، قامت HackerOne بالاستحواذ على PullRequest، وهي منصة تقدم خدمات مراجعة التعليمات البرمجية.

## التمويل
في مايو 2014، حصلت HackerOne على 9 ملايين دولار أمريكي في تمويل السلسلة A من شركة رأس المال الاستثماري Benchmark . تم تمويل جولة تمويلية من الفئة B بقيمة 25 مليون دولار أمريكي من قبل شركة New Enterprise Associates . يشمل المستثمرون الملائكيون الرئيس التنفيذي لشركة Salesforce مارك بينيوف ، ومؤسس شركة Digital Sky Technologies يوري ميلنر ، والرئيس التنفيذي لشركة Dropbox درو هيوستن ، والرئيس التنفيذي لشركة Yelp جيريمي ستوبلمان . حققت جولة تمويل من الفئة C بقيادة مجموعة Dragoneer Investment Group صافي ربح قدره 40 مليون دولار في فبراير 2017 بإجمالي استثمارات بلغت 74 مليون دولار حتى الآن. في أبريل 2017، استثمر صندوق رأس المال الاستثماري الأوروبي EQT Ventures في جولة تمويلية من الفئة C بقيمة 40 مليون دولار. في عام 2019، جمعت الشركة 36 مليون دولار في تمويل السلسلة D بقيادة Valor Equity Partners.

## برامج وزارة الدفاع الأمريكية
في مارس 2016، أطلقت وزارة الدفاع الأمريكية مبادرة أطلق عليها "اختراق البنتاغون" باستخدام منصة HackerOne. أسفر البرنامج الذي استمر 24 يومًا عن اكتشاف 138 ثغرة أمنية في مواقع وزارة الدفاع الأمريكية، ودُفع أكثر من 70 ألف دولار أمريكي كمكافآت للباحثين المشاركين.
في أكتوبر 2022، أصدرت وزارة الدفاع الأمريكية سياسة الكشف عن الثغرات الأمنية (VDP)، وهي الأولى من نوعها على مستوى الحكومة الأمريكية. تحدد هذه السياسة الشروط التي يُسمح بموجبها للباحثين في مجال الأمن السيبراني باستكشاف البرامج التي تواجه الثغرات الأمنية بشكل قانوني. وقد تم إطلاق أول استخدام لبرنامج VDP كجزء من مبادرة "اختراق الجيش"، والتي كانت أيضًا المرة الأولى التي يرحب فيها هذا الفرع من الجيش بالمتسللين للبحث عن الثغرات الأمنية في أنظمته والإبلاغ عنها.
أسفرت مبادرة اختراق الجيش عن 118 تقريرًا صالحًا عن نقاط ضعف؛ وشارك فيها 371 مشاركًا، بما في ذلك 25 موظفًا حكوميًا و17 فردًا عسكريًا. تم منح ما يقرب من 100 ألف دولار أمريكي في المجموع للباحثين المشاركين.
في مايو 2017، وسعت وزارة الدفاع نطاق البرنامج ليشمل "اختراق القوات الجوية". أدى هذا البرنامج إلى اكتشاف 207 ثغرة أمنية، مما أدى إلى الحصول على أكثر من 130 ألف دولار أمريكي من المكافآت المدفوعة. بحلول نهاية عام 2017، علمت وزارة الدفاع بآلاف الثغرات الأمنية وقامت بإصلاحها من خلال مبادرات الكشف عن الثغرات الأمنية.

## الأحداث والاختراق المباشر
في فبراير 2017، رعت شركة HackerOne فعالية اختراق للمدعوين فقط، حيث جمعت باحثين أمنيين من جميع أنحاء العالم لاختراق مواقع التجارة الإلكترونية Airbnb وShopify بحثًا عن نقاط ضعف. كان هذا هو ثاني حدث من نوعه، حيث استضافت الشركة حدثًا مشابهًا في لاس فيغاس في أغسطس 2016 خلال مؤتمر Black Hat Security Conference. في عام 2018، استضافت HackerOne فعاليات Live Hacking في مدن مختلفة في جميع أنحاء الولايات المتحدة وآسيا. فاز ممثلو آسيا (الهند) بالمركز الأول مع جائزة نقدية قدرها مليون دولار تم منحها إلى موهانا رانجام. وقد تم منح أكثر من مليون دولار نقدًا كمكافآت في الأحداث التالية، حيث دفعت شركة Oath Inc. (التي تسمى الآن Verizon Media ) أكثر من 400 ألف دولار كمكافآت خلال حدث واحد في سان فرانسيسكو، كاليفورنيا في أبريل 2018.
في أكتوبر 2017، استضافت شركة HackerOne مؤتمرها الأول، والذي أطلق عليه اسم Security@ San Francisco. وضم الحدث الذي حضره 200 شخص متحدثين من وزارة الدفاع وجنرال موتورز وأوبر ، كما تضمن أيضًا محادثات من قبل قراصنة.

## الدورات التدريبية
يوفر موقع HackerOne دورة تدريبية عبر الإنترنت لمساعدة الأشخاص في العثور على الأخطاء في نظام الأمان وتقنيات الأمن السيبراني الأخرى. ستتبع كل منصة أمان تعتمد على المصادر الجماعية نهجًا مختلفًا وهدفًا محددًا تركز عليه. تركز HackerOne بشكل أساسي على خدمات اختبار الاختراق مع شهادات الأمان، بما في ذلك ISO 27001 وFedRAMP. بينما يركز آخرون في هذا المجال، مثل Bugcrowd، على إدارة سطح الهجوم ومجموعة واسعة من خدمات اختبار الاختراق لإنترنت الأشياء وواجهة برمجة التطبيقات وحتى الشبكات. مبادرة HackerOne الجديدة لتعلم كيفية الاختراق، hacker101 تساعد العديد من الباحثين عن الأمن.

## المواقع
يقع المقر الرئيسي لشركة HackerOne في سان فرانسيسكو . تحتفظ الشركة بمكتب تطوير في جرونينجن، هولندا . في أبريل 2017، أعلنت الشركة عن إضافة مكاتب في لندن، المملكة المتحدة وألمانيا .

## قراءة إضافية
- الاختراق من أجل الأمان والحصول على أموال مقابل ذلك . نيويورك تايمز . 14 أكتوبر 2015.
- هذا الهاكر يربح 100 ألف دولار إضافية سنويًا كصائد مكافآت الأخطاء. بيزنس إنسايدر . 21 مايو 2016.
- آراء حول برامج مكافأة الأخطاء والقرصنة الأخلاقية من الرئيس التنفيذي لشركة HackerOne Inc. مارتن ميكوس. بلومبرج بي إن إيه. 25 مايو 2016.
- يدفع تويتر 322,420 دولارًا أمريكيًا لصائدي الأخطاء في إطار برنامج "HackerOne". Indian Express Tech IE. 28 مايو 2016.
- كيف يساعد الرئيس التنفيذي الجديد لشركة HackerOne القراصنة المراهقين على أن يصبحوا عملاء للخير وليس الشر. بيزنس إنسايدر . 1 يوليو 2016.
- الرئيس التنفيذي لشركة HackerOne: كل جهاز كمبيوتر معرض للثغرات الأمنية. سي إن بي سي . 20 أكتوبر 2016.
- خبير التكنولوجيا الذي أقنع البنتاغون بحب القراصنة. كريستيان ساينس مونيتور . 21 أكتوبر 2016.
- نظرة على أفضل المكافآت المقدمة من HackerOne لعام 2016. زد نت . 6 ديسمبر 2016.
- اختراق الجيش. تك كرانش . 19 يناير 2017.
- القراصنة الأخلاقيون: مسألة اختيار. مجلة SC . 27 يناير 2017.

## روابط خارجية
- موقع الشركة
- نبذة عن الشركة: بلومبرج